# ミステリ映画
ミステリー映画（ミステリーえいが）とは映画のジャンルのひとつで、
1. 狭義には探偵映画、推理映画
2. 広い意味で、謎がドラマに深くかかわっている映画作品

謎を解く行為によってドラマが展開していくことが多い。また、謎は不安感や緊張感を煽ることも多いので、スリラー映画やサスペンス映画との区別は明確ではない。スリル（どきどき）とサスペンス（はらはら）は対で使われることも多い。